# Archéologie durant le Troisième Reich
Vous lisez un « bon article » labellisé en 2024.
L'archéologie connaît une évolution propre durant le Troisième Reich, à l'image de toutes les disciplines universitaires. Enjeu politique important, le contrôle de la recherche archéologique constitue aux yeux des nazis un moyen de valider leur propre vision de l'Histoire. Ainsi, les principaux responsables politiques et idéologiques du mouvement nazi, puis du Troisième Reich, ont été amenés à définir, avec la complicité des archéologues, leur propre vision de l'archéologie.
Durant le Troisième Reich, les archéologues et les structures universitaires qui les organisent ont été l'objet de multiples sollicitations de la part des idéologues et des raciologues du NSDAP et de la SS. Fondée sur les travaux de Gustaf Kossinna et le manifeste de Hans Reinerth, rédigé en 1932, la réforme de la recherche archéologique est lancée dès les premiers jours du Troisième Reich et cette transformation a développé des effets jusque dans les années 1970 dans le champ de l'archéologie universitaire ouest-allemande.
Bâties sur un terreau favorable, les activités des archéologues durant la période nazie doivent démontrer le caractère européen de l'installation du peuple indogermanique nordique, et justifier ainsi le bien-fondé de la politique expansionniste nazie sur le continent européen. Menées dans un premier temps dans le Reich, les recherches archéologiques connaissent un essor de plus en plus important au fil de la conquête de larges portions du continent européen.
Cependant, si la fin de la Seconde Guerre mondiale sonne le glas des ambitions européennes de la recherche archéologique allemande, elle ne semble pas remettre en cause les carrières des chercheurs allemands impliqués durant le Troisième Reich. Longtemps ignorée, la collusion entre les archéologues professionnels et les institutions du régime nazi fait l'objet, depuis quelques années, de recherches historiques approfondies, qui ne négligent pas le caractère multiforme et inégal de cette collusion.

## Des archéologues nationalistes

### L'influence du pangermanisme

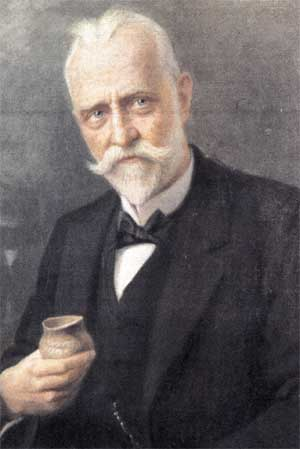
Gustaf Kossinna, l’un des archéologues ayant exercé une forte influence sur les archéologues allemands de l'entre-deux-guerres.

Fortement influencés par Gustaf Kossinna, les archéologues allemands de la période admettent sans le discuter le fait que l'on puisse, à partir des traces laissées par une civilisation passée, déterminer l'identité culturelle de ce groupe humain. De plus, les principaux archéologues allemands de la fin du XIXe siècle sont impressionnés par les travaux du cartographe völkisch Friedrich Wilhelm Putzger : celui-ci propose le Nord de l'Europe, dans sa configuration tardive de la glaciation de Wurm IV, comme berceau de la race nordique,.
De plus, dans les années précédant le premier conflit mondial, les pangermanistes s'intéressent de près à la protohistoire.
Dans un contexte national exacerbé par la défaite de 1918, les thèses faisant de la Pologne une terre de colonisation germanique depuis des siècles connaissent un nouvel essor ; à ce titre, la justification d'un droit historique sur un territoire au moyen de découvertes archéologiques est utilisée pour consolider les prétentions du Reich sur les régions cédées à la Pologne en 1919.

### D'importantes possibilités de carrière durant leIIIeReich

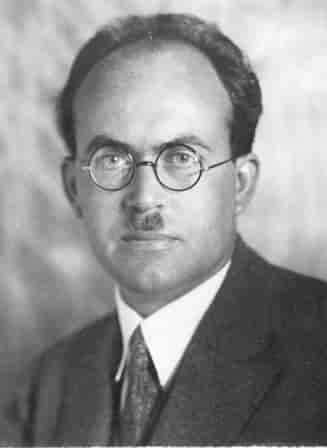
Hans Reinerth obtient le renvoi d'archéologues en désaccord avec ses conclusions.

Constitué en grande partie par des chercheurs nés au début du XXe siècle, le milieu des archéologues allemands est composé de militants actifs au sein du NSDAP, la plupart d'entre eux ayant suivi le cursus normal des jeunes Allemands dans les années 1930.
En mettant à leur disposition des moyens importants, le régime mis en place à partir de 1933 bénéficie de la sympathie des archéologues, jeunes et moins jeunes.
Ces jeunes chercheurs perçoivent l'avènement du Troisième Reich et ses annexions de la fin des années 1930 et du début des années 1940 comme un moyen non seulement d'accéder à une carrière universitaire, mais aussi de mener des recherches ambitieuses à l'échelle du continent européen. Hans Reinerth, par exemple, affiche dès le mois de mai 1933 ses choix politiques, utilisés par la suite comme tremplin pour sa carrière : il obtient ainsi le renvoi de Gerhard Bersu et de Gero von Merhart (de), tenants d'une archéologie classique.

## Nouveaux acteurs et acteurs institutionnels

L'emblème de l'Ahnenerbe.

Dès 1933, Hans Reinerth souhaite organiser la centralisation des recherches sur le passé germanique de l'Europe mises en œuvre dans le Reich, afin de permettre un financement direct par le Reich, au niveau national. Cependant, ce projet de centralisation est mis à mal par l'existence de plusieurs organismes : certains sont issus d'une tradition scientifique, comme l'institut archéologique allemand, fondé en 1829, ou les départements d'archéologie des universités, d'autres sont contrôlés directement par le NSDAP, soit à l'initiative d'Alfred Rosenberg, soit dans le cadre de la SS, contrôlée par Heinrich Himmler. Toutes ces institutions diverses se livrent une concurrence féroce afin de contrôler la politique archéologique du nouveau régime.

### Les acteurs institutionnels

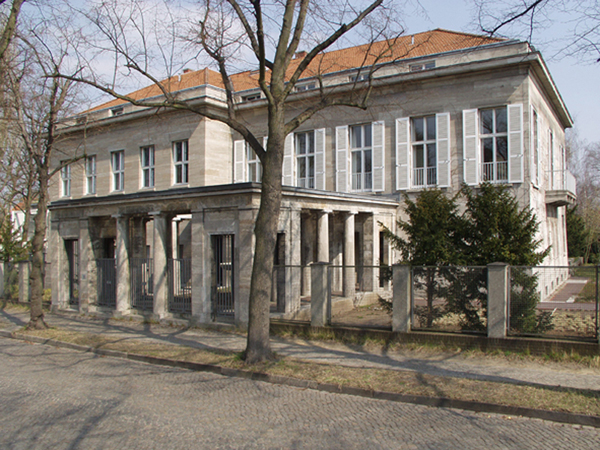
L'Institut archéologique allemand (la Villa Wiegand, siège de l'Institut) se rapproche de la SS pour continuer d'exister.

Les organismes institutionnels régissant l'archéologie du Reich parviennent à se maintenir mais leurs actions sont rapidement reprises en main par les responsables nazis, et dirigées en fonction des objectifs politiques du Reich.
L'Institut archéologique allemand, fondé à Berlin en 1829, intervient principalement à l'extérieur du Reich, se cantonne à des recherches historiques, essentiellement l'archéologie gréco-romaine ; afin de compléter son spectre de recherche, est rapidement constituée en son sein la Commission romaine-germanique, plus spécialisée pour les fouilles menées sur les territoires allemands. Rapidement après le 30 janvier 1933, l'Institut et sa filiale doivent faire face à la colère de Hans Reinerth. L'institution est rapidement peuplée d'archéologues membres du NSDAP, mais ce recrutement n'empêche pas les velléités de prise de contrôle par les responsables de l'institut dirigé par Alfred Rosenberg : pour contrer cette attaque et conserver la gestion de leurs domaines de compétence, ses dirigeants décident de se rapprocher de Himmler et de l'institut SS. Ce rapprochement fournit aux archéologues les moyens de mener des fouilles de grande ampleur : ils doivent certes fouiller les Externsteine pour complaire à Himmler, mais ils disposent de moyens pour des projets plus valables, comme le projet de fouilles du site d'Haithabu.
Parallèlement, les archéologues universitaires connaissent des années fastes ; en effet, on compte sept chaires d'archéologie non classique en 1933, 15 en 1936, et 25 en 1942, qui créent un appel d'air pour les étudiants (3 doctorants en pré- et protohistoire en 1934, 19 en 1944), promettant ces derniers à des carrières universitaires de premier plan. Dans le même temps, des départements d'archéologie sont créés dans les universités des territoires annexés, à Strasbourg, à Posen, et à Prague.
À la suite de la conquête de l'Ouest de l'Europe, au printemps 1940, des sections archéologiques au sein de l'administration militaire sont mises en place, notamment en France. Elles travaillent sous le contrôle de l'Institut archéologique allemand, dans le cadre d'un vaste programme de recherche validé par le ministère de l'Éducation du Reich. Dans les départements annexés, en Alsace-Moselle, des ordonnances des Gauleiter, Robert Wagner en Alsace et Josef Bürckel en Moselle, définissent en janvier et en juillet 1941 le patrimoine archéologique de leur Gau respectif comme des « archives de l'histoire du peuple allemand » puis mettent en place des services compétents pour leur exploitation scientifique : en Alsace, rattachée au Gau du pays de Bade, le service archéologique voit arriver des archéologues badois fidèles au régime ; en Moselle, d'autres proches du régimes organisent le service local d'archéologie. Dans ce cadre légal, l'archéologie régionale connaît un essor sans précédent et tend à se professionnaliser, tandis qu'une forme d'archéologie préventive est mise en place et encouragée.

### Les instituts du NSDAP

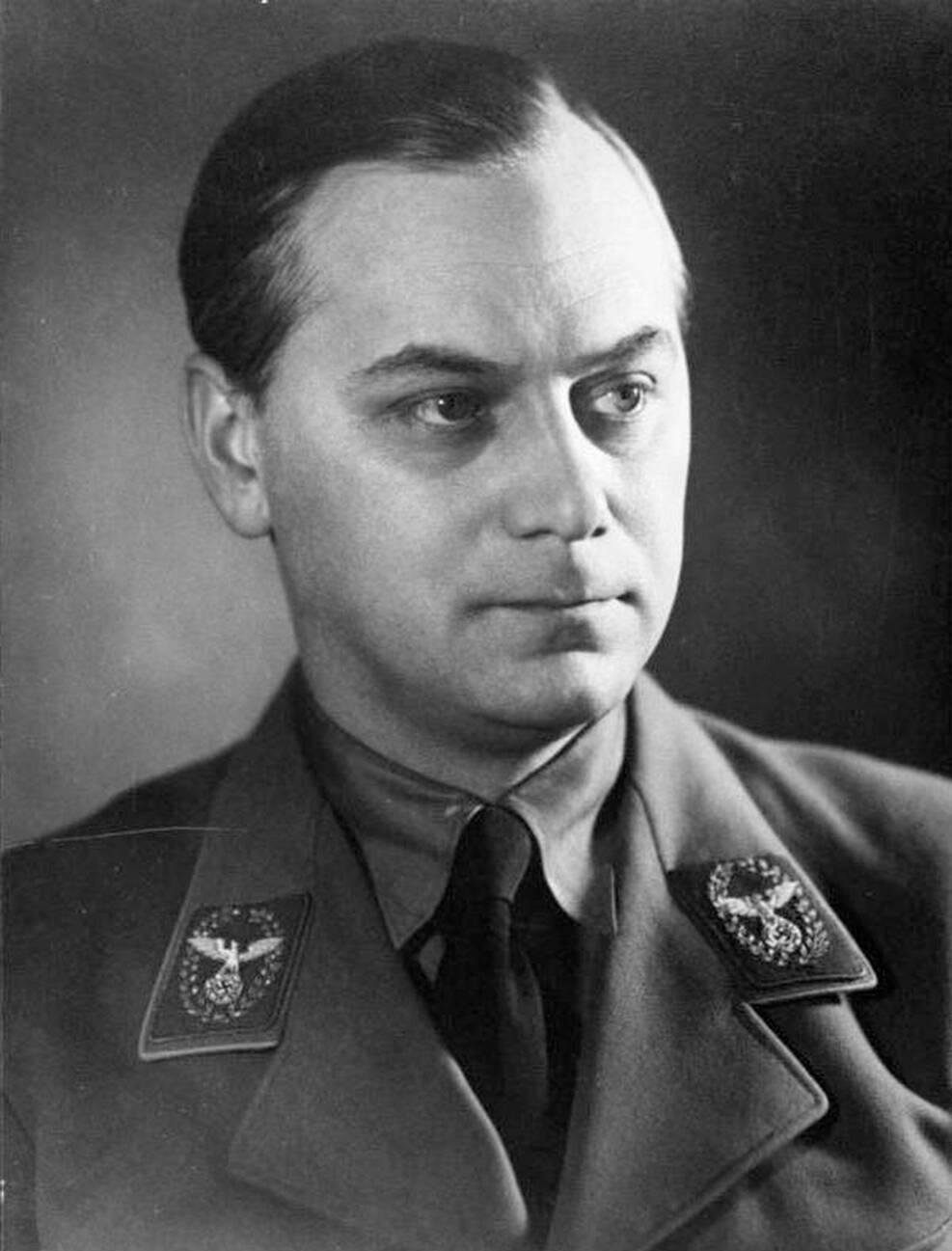
Alfred Rosenberg est chargé de la vulgarisation des recherches menées sous la houlette du NSDAP.

Autour du Reichsleiter Alfred Rosenberg, chargé officiellement à partir de 1934 de la recherche au sein du NSDAP, se met en place une critique de l'archéologie classique, au profit d'une archéologie conforme aux idéaux raciaux du nazisme, directement inspirée des présupposés de Kossinna, promoteur de l'archéologie de peuplement. Dans le cadre de cette démarche, une branche du bureau Rosenberg, le Reichsbund für Deutsche Vorgeschichte, se développe rapidement, et met en place une série d'actions à destination du grand public comme des institutions culturelles du Reich, proposant sur les rives du lac de Constance un musée en plein air. Connaissant un succès rapide, cette structure est érigée en service officiel du parti nazi.
Concurrent de Rosenberg pour le contrôle de l'idéologie du parti, Himmler, Reichsführer-SS, partisan de la renordification du peuple allemand, souhaite donner à sa vision de l'antiquité germanique un vernis scientifique. Pour cela, il développe lui aussi un organisme de recherche lié à la SS, la Studiengesellschaft für Geistesurgechichte Deutsches Ahnenerbe intégré dans un premier temps au RuSHA. Son rapide essor et sa réputation de sérieux scientifique attirent à lui de nombreux archéologues, notamment certains initialement membres de l'Amt Rosenberg. Fondé autour des nordicistes du NSDAP, l'institut encourage des recherches visant à mettre en valeur un pangermanisme à l'échelle du continent européen.
Dans un premier temps, Himmler s'appuie sur des personnalités à la réputation douteuse, comme Karl Maria Wiligut, à qui il confie le département de protohistoire du RuSHA, Wilhelm Teudt (de) ou Hermann Wirth, choisies en fonction de leur proximité idéologique,. Dans un second temps, des départements de recherche sont placés sous la responsabilités de chercheurs reconnus, Alexander Langsdorff, Hans Schleif (de) ou Herbert Jankuhn. Ces chercheurs jouissant d'une renommée internationale fournissent à Himmler et ses proches la caution scientifique recherchée en vue de la validation de leurs théories historiques controversées,.
Enfin, en 1938, les divers centres de recherche archéologique dépendants de la SS sont réorganisés et systématiquement placés sous le contrôle de l'Ahnenerbe.

### Concurrence entre instituts
Rapidement, la diversité des acteurs ayant des compétences dans le domaine archéologiques crée les conditions d'une concurrence acharnée.
Dans les années 1930 et au début des années 1940, les deux organismes constituent le vivier de recrutement de l'archéologie universitaire ; en effet, les nominations des titulaires de chaires d'archéologie font l'objet d'une sélection fondée également sur des critères idéologiques. Cependant, l'organisme de Himmler supplante rapidement le Reichsbund dans ce domaine, le ministère de la Recherche donnant la priorité dans le recrutement aux membres de l'Ahnenerbe. Ainsi Joachim Werner (en), spécialiste des migrations au haut Moyen Âge, et appuyé par le directeur de l'Ahnenerbe en personne, est nommé professeur de l'université de Strasbourg, alors que d'autres candidats, jouissant d'une meilleure réputation scientifique et soutenus par le Reichsbund, ont été écartés.
Dans les pays occupés par le Reich, cette concurrence prend la forme d'une course pour lancer un maximum de projets archéologiques. Cette concurrence se manifeste également par une émulation entre instituts, chacun tentant d'étendre au maximum le champ et l'ampleur de ses thèmes de recherche : en septembre 1940, Friedrich Holste et Kurt Tackenberg (de), archéologues de l'Ahnenerbe, appuyés par Himmler, tentent d'obtenir le monopole, pour leurs équipes, de l'organisation des fouilles dans l'Ouest du Reich tandis que Herbert Jankuhn, proche de Himmler, projette de mettre en œuvre des fouilles destinées à mettre en avant l'alignement astrologique des mégalithes de Carnac, domaine réservé du Reichsbund, dépendant de l'Amt Rosenberg. Cependant, au cours de l'année 1941, l'institut archéologique allemand, allié pour la circonstance à l'Ahnenerbe obtient le contrôle sur les projets archéologiques en France et en Belgique occupée par le Reich, évinçant ainsi les instituts proches du Reichsleiter. Dans les territoires soviétiques occupés, le Reichsbund rapatrie dans le Reich le matériel des musées de Kiev et de Karkhov, alors que la SS s'empare des fonds des musées de Rostov-sur-le-Don ou Vorochilovsk.
Les archéologues eux-mêmes tentent de tirer parti de cette concurrence, en se rapprochant, selon leurs affinités ou les perspectives de carrière offertes, de l'un ou de l'autre institut.
Enfin, observant cette concurrence, Hitler aurait tourné en ridicule devant Speer les lubies archéologiques du Reichsführer et du Reichsleiter, comparant les traces laissées par les peuples germaniques en Germanie et les ruines grecques et romaines.

## Activités des archéologues nazis
Les recherches menées par les archéologues allemands durant la période nazie visent à légitimer non seulement les ambitions hégémoniques du Reich sur le continent européen, mais aussi les projets raciaux élaborés dès les années 1920 et connaissant un début de mise en œuvre à partir de 1939. Dès la conquête de la France, les proto-historiens Friedrich Holste (de) et Wolfgang Kimmig (de) se montrent partisans de vastes campagnes de fouilles et de recherches étendues au maximum des possibilités dans les pays occupés et plus particulièrement en France.
En dépit du caractère brouillon des campagnes de fouilles, les résultats obtenus par les instituts de recherches dans le domaine de l'archéologie sont, selon Peter Longerich, « remarquables », mais, n'ont pas permis la validation des théories historiques nazies.

### Thèmes de recherche et idéologie
Rapidement, se met en place une archéologie politique conçue pour, non seulement, justifier les prétentions hégémoniques du Reich sur le continent européen en mettant en avant une parenté culturelle entre les peuples qui ont occupé des espaces voisins du Reich, mais aussi pour poursuivre les chimères de certains dirigeants, notamment Himmler[réf. souhaitée].
Sous l'influence de Kossinna, archéologue spécialiste de la Préhistoire, mais n'ayant conduit aucune fouille lui-même, les archéologues allemands ne cherchent qu'à valider une hypothèse fondée sur des postulats ethniques pangermanistes ou nationalistes. Ainsi, la publication d'une étude de Wilhelm Sieglin, anthropologue à l'université de Berlin, fournit aux archéologues allemands le prétexte pour étudier le matériel archéologique à la lumière de la raciologie,.
Ainsi, la protohistoire constitue l'un des deux principaux champs d'investigation des instituts de recherche nazis.

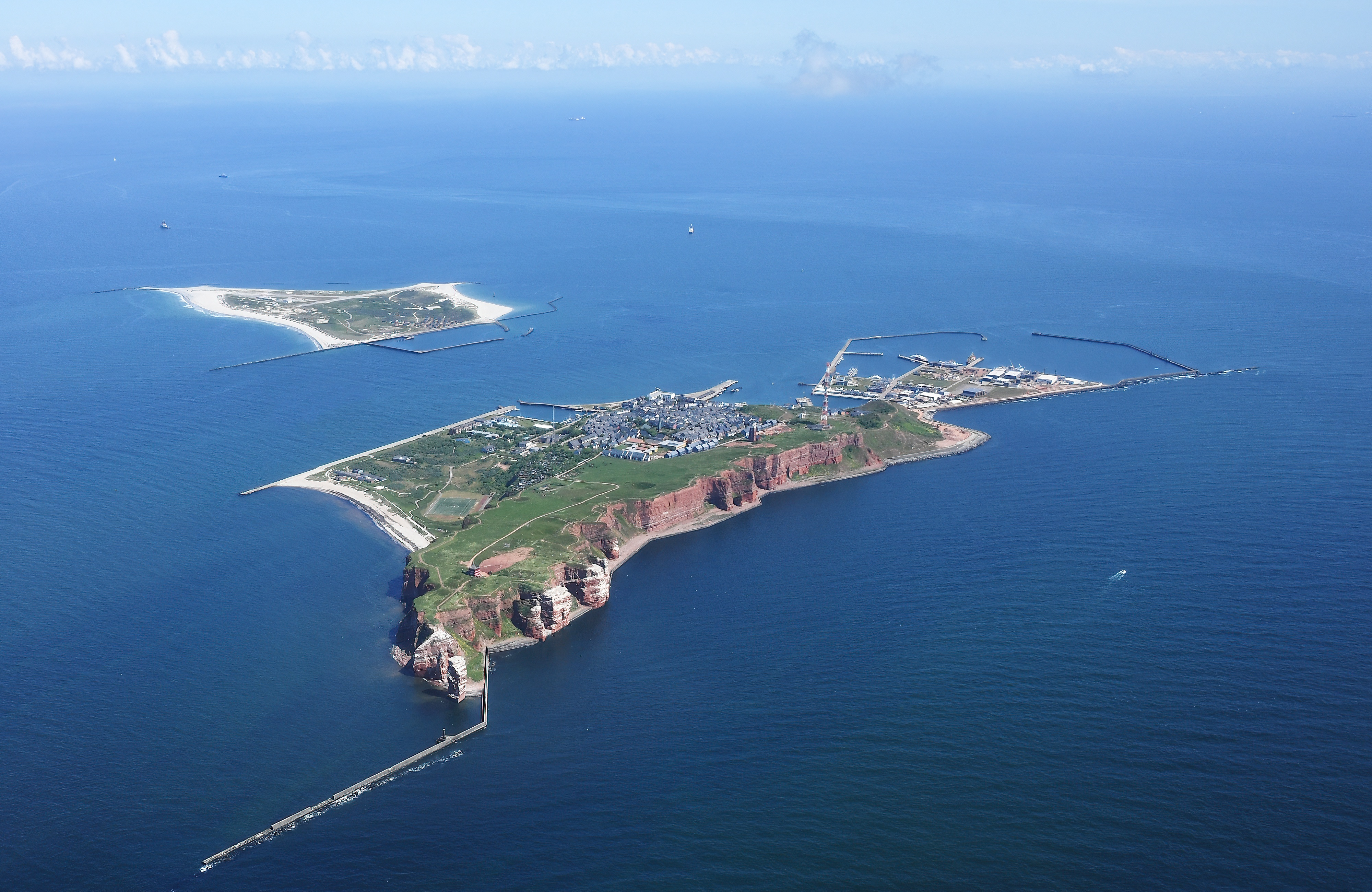
Himmler cherche à démontrer que l'Atlantide se situe sur l'archipel d'Heligoland, en mer du Nord.

Dès les années 1930, Himmler, friand de théories sur l'origine de la civilisation européenne, ordonne la réalisation de recherches afin de confirmer le sérieux de ses représentations. Ainsi, durant ces années, sous l'influence d'Albert Hermann, le seul parmi les archéologues allemands à défendre l'existence de l'Atlantide, Himmler lance des équipes de chercheurs à la recherche de l'Atlantide qu'il croit avoir localisé en mer du Nord, dans l'archipel d'Heligoland, sur la base de déductions permises par l'étymologie du nom de cet archipel, mais la défaite remet en cause cette campagne de fouilles. Le Reichsführer-SS multiplie dans les années 1930 les visites sur les champs de fouilles, et s'intéresse plus particulièrement aux runes.
L'occupation de larges territoires en Europe occidentale permet aux archéologues nazis de lancer de vastes programmes de fouille destinés à attester de la présence de populations « d'origine raciale aryenne » sur une période comprise entre l'âge du bronze et les invasions germaniques, dans le Nord de la France, en Croatie, en Serbie, en Bulgarie ou en Grèce ; ainsi, les travaux sur le mobilier de la culture des champs d'urnes, sur des enceintes protohistoriques de l'âge du fer ou sur les réseaux urbains et routiers de la période romaine sont censés aboutir à la mise en valeur du caractère indubitablement germanique des populations s'étant succédé sur le territoire de la Gaule.
Mais les régions immédiatement frontalières ne sont pas les seules à susciter l'intérêt des archéologues allemands ; des espaces géographiques plus éloignés intéressent également ces derniers, afin de déterminer, par exemple la future frontière entre le Reich et la France. Le passé germanique de la Bourgogne est ainsi exalté, la Franche-Comté étant placée dans la zone interdite ; les recherches, annoncées pour l'après-guerre, en cas de victoire allemande, doivent permettre la mise en exergue d'un passé germanique effacé par les annexions successives au royaume de France.

### Un outil de propagande

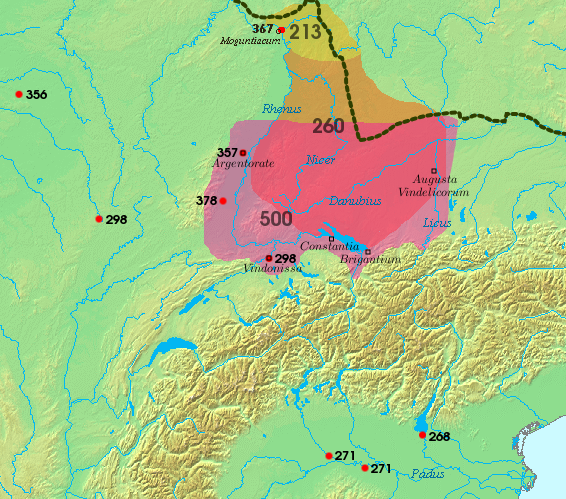
L'aire d'implantation des Alamans, peuple germanique établi sur le Rhin Moyen, justifie les revendications allemandes sur la rive française du Rhin.

L'intérêt des archéologues allemands pour les régions frontalières du Reich permet à Himmler et à ses subordonnés de justifier les prétentions territoriales du Reich sur l'ensemble des territoires européens.
Dans les départements annexés d'Alsace et de Moselle, les fouilles visent non seulement à persuader les populations locales de leur caractère germanique, mais aussi à démontrer que le Rhin n'a jamais constitué une frontière pour les populations germaniques. Pour Georg Kraft (de), chargé de la mise en place d'un service archéologique en Alsace, ses équipes doivent participer à la réunification raciale des deux rives du Rhin, notamment par la démonstration de la prégnance du peuplement alaman sur la rive gauche du Rhin, la période romaine ne devant constituer qu'une parenthèse dans l'histoire de cette région,. Ainsi, les programmes spectaculaires de fouilles en Alsace et en Moselle mis en place en 1940-1941 doivent démontrer non seulement la négligence des autorités françaises, mais aussi et surtout le fait que l'occupation de portions du territoire français par des populations germaniques durant le haut Moyen Âge déborde largement le cadre spatial de la frontière linguistique contemporaine,.
En outre, de nombreuses actions de vulgarisation sont menées afin de souligner les origines germaniques des territoires annexés, en France notamment. La foire-exposition de Strasbourg constitue, aux yeux des propagandistes nazis, le principal moment pour sensibiliser les Alsaciens à leur passé germanique. À la fin de l'été 1941, les services archéologiques présentent, dans ce cadre, des éléments visant à attester du caractère germanique de l'organisation des voies de communication : selon la thèse présentée à cette occasion, les Romains n'auraient qu'hérité de populations germaniques des réseaux de communication dans la région. Un an plus tard, en juin 1942, une autre exposition, nommée Deutsche Grösse, propose, une dernière fois durant le conflit à cette échelle, une vision du caractère germanique de l'Alsace et du Rhin,.

### Fouilles dans le Reich

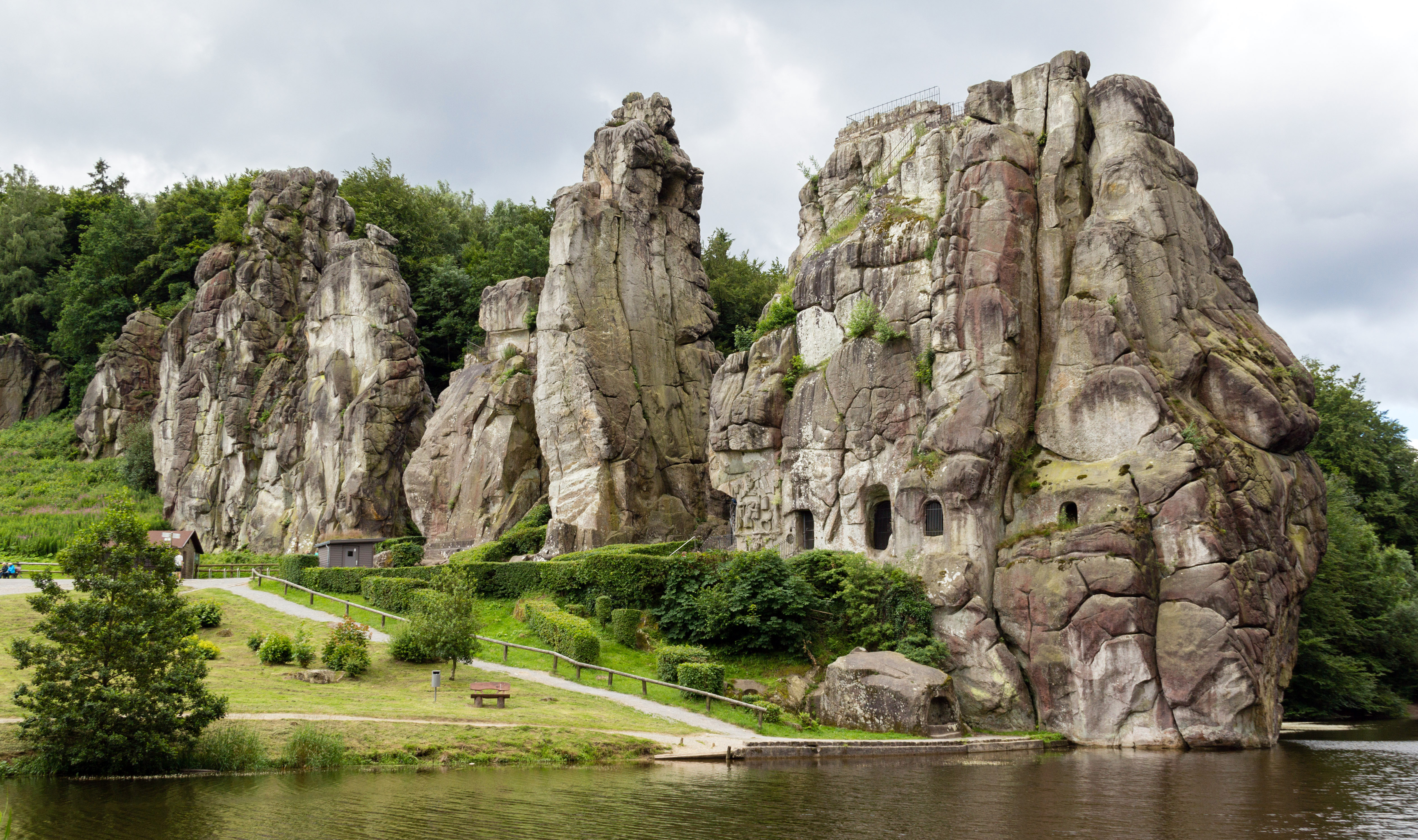
Le site des Externsteine est minutieusement fouillé sur ordre d'Himmler, persuadé de l'existence d'un sanctuaire saxon.

Dès les années 1930, de vastes programmes de fouilles sont planifiés, financés et entrepris.
Sous la férule de Himmler, des programmes de fouilles de sites germaniques sont systématiquement menés à bien, dans le Reich comme à l'étranger. Ainsi, dès 1935, Himmler ordonne la réalisation de fouilles dans l'ensemble du Reich : le site viking de Haitabu, dans le Nord de l'Allemagne, est minutieusement fouillé sous la direction d'Herbert Jankuhn, un modèle du genre, qui lui permet de développer le concept de  Siedlungsarchäologie, l'archéologie de l'habitat. À partir de la même année, Himmler, admirateur du duc de Saxe Henri le Lion, fait fouiller le site médiéval d'Alt Christburg en province de Prusse-Orientale.
À la fin des années 1930, le site des Externsteine, situé à proximité du Wewelsburg, centre spirituel SS voulu par Himmler, est fouillé sur l'ordre personnel du Reichsführer-SS. Sur la foi des récits de Karl Maria Wiligut, Himmler espère y trouver les traces du sanctuaire saxon d'Irminsul mis à sac d'abord par les tenants du culte à Wotan en 460, puis par les Francs en 772, ; ainsi, en 1934, 1935, puis en avril 1937, Himmler ordonne la réalisation de fouilles assez précises sur le site, donnant comme consigne, pour la campagne de fouilles de 1937, d'étudier en détail un bas-relief médiéval peint sur une des parois du site, afin de déterminer si les motifs chrétiens représentés ne masquent pas une représentation païenne.
Les résultats en demi-teinte des recherches archéologiques menées sur le territoire du Reich à la demande expresse du Reichsführer suscitent un fort scepticisme de la part des archéologues allemands, notamment les fouilles destinées à mettre au jour les restes de Henri Ier. Les résultats de ces fouilles, la mise au jour des restes de ce roi de Germanie, sont pourtant annoncées triomphalement dans la presse de la SS, le Schwarze Korps notamment.

### Fouilles en Europe
Des campagnes de fouilles sont commanditées dans toute l'Europe, dès les années 1930. Cependant, à partir de 1940 et de la conquête de l'Europe, ces campagnes prennent un aspect systématique, facilité par l'annexion des régions concernées, le cas échéant.
Ainsi, le site d'Olympie est fouillé de façon systématique par les archéologues allemands, qui bénéficient alors d'un soutien massif de l'État allemand.
À partir de 1939, de vastes projets, déclinés ensuite localement, comme à Bavay sont élaborés, afin de faciliter l'obtention de permis pour les chercheurs allemands, soit dans le cadre de campagnes de fouilles, soit dans le cadre de découvertes fortuites, réalisées à la suite de travaux destinés à l'armée allemande. Cependant, dans de nombreux cas, ces projets de fouilles, conçus pour être exhaustifs, sont remis en cause par la mauvaise volonté des responsables des administrations militaires allemandes dans les territoires occupés.
Les conquêtes allemandes de 1940 facilitent la mise en place de programmes de fouilles coordonnées par l'Ahnenerbe centrées sur le haut Moyen Âge et la période des grandes invasions, afin de mettre en valeur le caractère germanique des populations implantées sur une vaste partie de la France et en Belgique. Ces programmes de fouilles sont ensuite adaptés aux réalités locales par les bureaux archéologiques des autorités d'occupation allemandes, comme en Belgique, par exemple,.
Réalisées pour le compte de l'Amt Rosenberg, les fouilles du site de Carnac, confiées à Werner Hülle (de) permettent, avec l'aide de la Luftwaffe en charge des prises de vue aériennes, la réalisation de relevés topographiques précis sur l'ensemble des mégalithes bretons, ou du réseau routier romain dans la région de Bavay, lors la campagne de prise de vues aériennes menée durant le mois de juin 1941.
La protohistoire est l'objet de toutes les attentions des chercheurs allemands ; la zone interdite et la zone annexée sont ainsi systématiquement fouillées. Ainsi, le spécialiste de l'âge du bronze Wolfgang Kimmig se livre à un recensement systématique du mobilier de la culture des champs d'urnes exhumé en France. L'âge du fer est confié à l'Institut archéologique allemand qui inventorie, avec les moyens matériels mis à sa disposition par la Luftwaffe, des enceintes à remparts à poutrages de bois dans une zone allant de la Lorraine à la Normandie. Un total de 257 sites sont identifiés en France et en Belgique. À partir de 1942, les prises de vue aériennes cessent, les chercheurs se contentant d'un dépouillement de la bibliographie disponible et de visites ponctuelles sur les sites.
La période romaine est confiée à l'université de Strasbourg. celle-ci se concentre sur les installations en Champagne, en Alsace, dans le Nord de la France et en Belgique. Les arcs et les portes monumentales des villes romaines de l'Est de la France sont abondamment étudiés. L'installation des Lètes, auxiliaires germaniques de l'armée romaine, constitue également un champ de recherche privilégié. Le site d'Argentoratum est ainsi fouillé pour la première fois en 1941, dans le cadre de mesures d'archéologie préventive. Dans ce cadre, des travaux de construction dans la ville de Strasbourg mettent au jour de nombreux sites gallo-romains et médiévaux, méticuleusement fouillés. De même, les carrières dispersées en Alsace sont strictement surveillées, permettant la découverte d'une nécropole néolithique à Hönheim, ou d'une tombe de la culture campaniforme à Kunheim.
Dans le Nord de la France, promis à une intégration au Reich, et confié aux autorités d'occupation en Belgique installées à Bruxelles, les projets archéologiques allemands bénéficient du vide institutionnel propre aux territoires français confiés à l'administration militaire allemande en Belgique, ainsi que des projets d'aménagement du réseau routier, destiné à être relié à celui du Reich.

### Pillages dans toute l'Europe
Ces fouilles menées à l'échelle européenne permettent la mise en œuvre d'un pillage systématique des objets exhumés ; de plus, les acteurs de l'Université et du NSDAP multiplient les opérations de prédation du patrimoine culturel européen, le matériel archéologique n'échappant pas à cette règle. En effet, les responsables locaux de la politique allemande en matière d'archéologie expédient vers le Reich une partie de ce matériel, le « mettant en sécurité », selon la terminologie employée.
Ce pillage concerne l'ensemble des territoires occupés par la Wehrmacht, de l'Atlantique au Caucase, des Sonderkommandos spécialement mandatés par les instituts archéologiques opérant à grande échelle dans les musées des villes conquises, tandis que certains archéologues allemands renommés, Herbert Jankuhn notamment, font pression sur leurs collègues dans les pays occupés, afin d'offrir à des responsables ou à des institutions archéologiques allemandes certaines de leurs pièces les plus spectaculaires. Ces archéologues visitent systématiquement les collections publiques et privées, ainsi que les principaux sites, afin de dresser la liste des items à transporter dans le Reich,.
En France et en Belgique occupée, la « mise en sécurité » des découvertes archéologiques est justifiée par des préoccupations scientifiques : les responsables allemands présentent initialement ces pillages comme une politique visant à mettre le matériel déterré lors des campagnes de fouilles à l'abri des combats et des aménagements de l'armée. Au mois de mai 1941, le Kunstschutz, bureau de l'Ahnenerbe responsable de ce domaine, fait dresser par les autorités d'occupation la liste des musées endommagés par les opérations de 1940 en France, mais ne parvient pas à protéger efficacement les sites mis au jour par les travaux de construction de fortification.
Dans d'autres régions occupées, en Crimée notamment, de vastes programmes sont lancés mais remis en cause à partir de 1943 en raison des défaites allemandes. Les objets mis au jour par les équipes de l'Amt Rosenberg sont évacués, « mis en sécurité » dans le Reich durant l'automne, lorsque cette région est directement menacée par l'avance soviétique.
Cette « mise en sécurité » ne concerne pas les seuls objets découverts en Union soviétique. Ainsi, il est question de « rapatrier » dans le Reich les « découvertes germaniques » présentes dans les musées belges et français ou exhumées lors de campagnes de fouilles, après un inventaire rigoureux des pièces à transporter dans le Reich.

## L'après-guerre
La concurrence exacerbée entre les proches du Reichsbund et les proches de l'Ahnenerbe se prolonge après la défaite du Reich ; en effet, il était alors courant d'opposer l'archéologie politique des proches d'Alfred Rosenberg et du Reichsbund für Vorgeschichte et l'archéologie scientifique des universités et de l'Ahnenerbe.

### Dénazification
Après la fin de la guerre, les archéologues n'ont pas fait l'objet d'un processus de dénazification, notamment en raison de la faible priorité, aux yeux des Alliés, de cette tâche. Cependant, après la fin du conflit, les archéologues allemands mettent en scène une opposition entre les « idéalistes » et les profiteurs du régime, supposés proches de l'institut de Rosenberg.
En mars 1946, l'un des principaux acteurs de la mise en place et du développement d'une vision nazie de la discipline archéologique, l'« arriviste » Hans Reinerth,, est dénoncé et arrêté par les autorités françaises, traduit devant un tribunal de dénazification, puis condamné à deux années d'emprisonnement. En 1948, à l'issue de sa peine, il réintègre son poste, mais est considéré par ses collègues comme un pestiféré. D'autres procès sont organisés, afin de dénazifier aussi l'archéologie, mais ils restent cependant limités aux archéologues établis en RDA.

### Les archéologues face à leur passé
Le caractère superficiel de ce processus de dénazification n'a pas incité ces chercheurs à se pencher de façon systématique sur le passé nazi de leur corporation, le maintien des archéologues à leur poste ayant contribué à mettre en place une sorte d'amnésie générale sur cette période. Ces derniers ont présenté les recherches menées durant la période nazie comme un espace épargné par le totalitarisme mis en place à partir de 1933.
En 1949, lors de la première réunion de l'ensemble de la communauté des préhistoriens allemands de l'Ouest et du Sud du pays, à Ratisbonne, non seulement Hans Reinerth est rejeté par ses collègues, mais le rejet du nazisme par les archéologues est également réaffirmé.
Dans les années 1970, cependant, quelques archéologues enseignant en République fédérale d'Allemagne continuent d'affirmer que l'Allemagne dispose d'un droit à occuper des territoires en Pologne, en vertu de la présence de nombreux vestiges germaniques dans cette région.

## Traductions, notes et références

### Traductions
1. ↑  Fédération du Reich pour la Préhistoire allemande.
2. ↑  Société pour l'étude de l'histoire spirituelle de l'héritage ancestral allemand.
3. ↑  Grandeur allemande.